# Derek Roy
Derek Leonard Roy (4 maggio 1983) è un hockeista su ghiaccio canadese.

## Palmarès

### Olimpiadi invernali
- 1 medaglia:
  - 1 bronzo (Pyeongchang 2018)

### Mondiali
- 2 medaglie:
  - 2 argenti (Canada 2008; Svizzera 2009)